# Diaphus vanhoeffeni
Diaphus vanhoeffeni är en fiskart som först beskrevs av Brauer, 1906.  Diaphus vanhoeffeni ingår i släktet Diaphus och familjen prickfiskar. Inga underarter finns listade i Catalogue of Life.